# Gallegos de Altamiros
Gallegos de Altamiros – gmina w Hiszpanii, w prowincji Ávila, w Kastylii i León, o powierzchni 20,47 km². W 2011 roku gmina liczyła 60 mieszkańców.